# Inner Harbour
Der Inner Harbour (englisch für Innerer Hafen, Binnenhafen; spanisch Puerto Interior) ist ein kleiner Naturhafen in der Gruppe der Melchior-Inseln im westantarktischen Palmer-Archipel. Er wird halbkreisförmig eingefasst durch die Lambda-, Epsilon-, Alpha- und Deltainsel.
Die deskriptive Benennung erfolgte vermutlich durch Wissenschaftler der britischen Discovery Investigations, die ihn 1927 grob vermaßen. Argentinische Expeditionen nahmen 1942, 1943 und 1948 weitere Vermessungen vor.